# Turgor

Diagrama ilustrativo do fenômeno plasmólise.

Turgor, em biologia, é a distensão da camada protoplásmica e da parede de uma célula vegetal pelo conteúdo líquido. O fenómeno que ocorre quando uma célula incha devido à pressão exercida pelos fluidos e o conteúdo celular nas paredes da célula..
Esta pressão, dá a rigidez à planta, e pode ajudar a mantê-la ereta. Turgor pode também resultar no rompimento de uma célula.
O situação oposta é conhecida como plasmólise que é a retração do volume das células por perda de água. Este fenômeno se dá quando a célula é colocada em meio hipertônico.
Na medicina, é denominada turgência, a elasticidade normal da pele causada pela pressão exercida para fora dos tecidos e do fluido intersticial. Uma parte essencial da semiotécnica é a avaliação da turgência da pele.